# Graham Carey
Graham Carey (ur. 20 maja 1989 w Blanchardstown) – irlandzki piłkarz, grający na pozycji pomocnika ofensywnego lub skrzydłowego w klubie CSKA Sofia.